# Gommecourt British Cemetery No.2
Gommecourt British Cemetery No.2 is een begraafplaats gelegen in de Franse plaats Hébuterne (Pas-de-Calais). De militaire graven worden onderhouden door de Commonwealth War Graves Commission.
De begraafplaats telt 675 geïdentificeerde Gemenebest graven uit de Eerste Wereldoorlog.